# Heilig Hartbeeld (Valkenburg)
Het Heilig Hartbeeld is een standbeeld in de Nederlandse plaats Valkenburg in de provincie Limburg.
Nabij het Heilig Hartbeeld bevinden zich ook de Nicolaas-perroen, de Mariakapel en de Vredesvlam.

## Achtergrond
Pastoor Ferdinand Sarton (1852-1922), die bekendstond als "een kunstkenner als slechts weinigen", was verantwoordelijk voor de vergroting en verfraaiing van de H.H. Nicolaas en Barbarakerk. Hij vroeg de in Haarlem werkzame beeldhouwer Gustaaf van Kalken een Heilig Hartbeeld voor de kerk te maken. Het beeld, geplaatst aan het pleintje aan de achterzijde van de kerk, werd zondag 13 augustus 1916 door Sarton geïntroniseerd.

## Beschrijving
Het beeld toont een staande Christusfiguur in gedrapeerd gewaad. Met zijn linkerhand wijst hij naar zijn borst, waarop het Heilig Hart, omringd door een doornenkroon, zichtbaar is. Zijn rechterarm hangt langs het lichaam omlaag en de rechterhand toont, met de palm naar voren, een wond.
Het beeld staat op een stenen sokkel, onder smeedijzeren baldakijn, tussen twee lantaarns en is geplaatst tegen de muur aan de achterzijde van de kerk.